# Fiche-carrefour
 (octobre 2019).
- Si vous ne connaissez pas le sujet, laissez ce bandeau (vous pouvez alors contacter les auteurs).
- Si vous supprimez le contenu mis en cause (vous pouvez préalablement contacter les auteurs),

argumentez précisément cette suppression dans la page de discussion
(un manque de référence n'est pas un argument ; une recherche réelle de référence doit avoir été effectuée, être formellement documentée).
Dans le domaine de la signalisation routière de direction en France, une fiche-carrefour est un des documents composant le schéma directeur de jalonnement. 
C’est le résultat des premières étapes de l’élaboration du schéma directeur, à savoir : définition des pôles, des liaisons entre pôles et finalement des mentions à signaler à chaque carrefour. Ainsi une fiche-carrefour se présente-t-elle sous la forme d’un tableau à double entrée où en lignes et colonnes figurent les branches d’entrées du carrefour.
Ce n’est malgré tout pas l’étape finale avant la composition des panneaux. Il y aura ensuite la fiche de synthèse où les mentions superflues seront supprimées et des mentions spécifiques pourront être ajoutées.

## Modèle
Le modèle standard d’une fiche-carrefour d’un carrefour classique à quatre branches comprend logiquement 4 lignes et 4 colonnes.
Pour les carrefours plus complexes on peut selon les cas :
- soit créer une fiche semblable adaptée au carrefour,
- soit .décomposer le carrefour en plusieurs carrefours élémentaires, chacun d'eux pouvant être traité grâce au modèle de fiche précédent.

## Conventions générales
- La case dans laquelle porter une mention est celle dont la ligne correspond à la branche d 'entrée de la liaison et la colonne à la branche de sortie.
- La mention du pôle d 'arrivée d'une liaison verte est reportée dans les sous-cases médianes des cases correspondantes pour les carrefours suivants de la liaison :
  - intersections avec d'autres liaisons vertes.
  - intersections avec des liaisons blanches ayant même pôle d'arrivée que la liaison verte considérée.
- La mention du pôle d'arrivée d'une liaison blanche est reportée dans les sous-cases inférieures des fiches des carrefours classés de la liaison.
- Si une même mention figure, dans une même colonne, dans des sous-cases de couleurs différentes, elle doit être barrée dans les sous-cases inférieures et apparaître inscrite dans les sous-cases médianes des cases correspondantes. Au cas où cette convention aboutit à rajouter la mention concernée dans une sous-case médiane, le report dans cette sous-case est mentionné par une flèche.

## Cas particulier des liaisons concurrentes

### L’indication «péage»
Cette indication ne peut être utilisée que sur les panneaux associés aux liaisons qui empruntent une section à péage mais jamais sur les panneaux de rabattement.
L'indication "péage" est reportée à la suite des mentions concernées, elles-mêmes précédées du symbole autoroutier SC 17 dans les fiches-carrefour.
S'il existe un itinéraire concurrent sans péage, l'indication" péage" est associée aux noms des pôles concernés depuis le point de choix jusqu'à l'entrée de la section à péage.
S'il n 'existe pas d 'itinéraire concurrent sans péage (par exemple dans le cas d'un pont à péage reliant une île au continent), l'indication " péage" figure au dernier point où le demi-tour est possible.

### L’indication «par …»
Cette indication ne peut être utilisée que dans les trois cas ci-dessous. Elle est alors reportée sur les
fiches-carrefour à la suite des mentions concernées dans les sous-cases correspondantes.
- Carrefour d 'accès à des routes non praticables en permanence,
- Itinéraire concurrent à une autoroute à péage et ne correspondant pas à une liaison concurrente,
- Liaison assurée par deux itinéraires.

## Sources
- Instruction interministérielle du 22 mars 1982 relative à la signalisation de direction.